# Wanda Genga
Wanda Genga (ur. 1927, zm. 9 grudnia 2008 w Krakowie) – polska architektka krajobrazu i wnętrz, projektantka mebli.
Od 1947 studiowała na Wydziale Architektury Wnętrz w Akademii Sztuk Pięknych, po uzyskaniu absolutorium w 1951 rozpoczęła trwający dziewięć miesięcy staż w Centralnym Biurze Projektów i Studiów Budownictwa Osiedlowego Zakładu Osiedli Robotniczych (późniejszy Miastroprojekt Kraków). Po obronie dyplomu w 1952 rozpoczęła pracę w Miastoprojekcie Kraków na stanowisku projektanta, pracowała w zespole Mariana Sigmunda. Została zaangażowana do nadzoru autorskiego przy budowie Centrum Administracyjnego Kombinatu, gdzie zajmowała się aranżowaniem wystroju wnętrz, w tym gabinetów dyrektorskich i sali konferencyjnej w budynku „Z”. Również od 1952 była członkiem Związku Polskich Artystów Plastyków. W 1954 razem z Krystyną Tołłoczko-Różyską opracowała wystrój wnętrz i umeblowanie schroniska na Szyndzielni. W 1955 rozpoczęła współpracę z Pracownią Sztuk Plastycznych, jej zajęciem stało się sporządzanie projektów wyposażenia zabytkowych budynków, równolegle rozpoczęła sporządzanie projektów umeblowania i małej architektury zabytkowych ogrodów. W tym okresie zaprojektowała wyposażenie budynku Biura Wystaw Artystycznych w Krakowie i Domu Społeczno-Usługowego w Lublinie. Od 1961 była starszym projektantem w Gospodarstwie Pomocniczym Katedry Planowania Przestrzennego na Wydziale Architektury Politechniki Krakowskiej, gdzie pod kierunkiem Gerarda Ciołka zajmowała się rewaloryzacją ogrodów o charakterze zabytkowym. W 1966 została starszym projektantem w Katedrze Projektowania Osiedli i Terenów Zielonych w pracowni Janusza Bogdanowskiego, od 1970 była starszym specjalistą w Instytucie Urbanistyki i Planowania Przestrzennego, a w 1978 została adiunktem w Zakładzie Architektury Krajobrazu. Ogółem do przejścia na emeryturę w 1988 dokonała ewidencji ok. 40 ogrodów i zabytkowych założeń parkowych w ówczesnych województwach krakowskim, kieleckim i częstochowskim. Opracowała projekty rewaloryzacji krakowskich Plant, ogrodu zamkowego w Pszczynie, Łańcucie, Wilanowie, Kościelnikach, Wiśniczu, Świerklańcu, Będzinie-Gzichowie, Wólce Zręczyckiej, Górce Kościelnickiej i Ruszczy.
Należała do Towarzystwa Urbanistów Polskich i Sekcji Architektury Krajobrazu Komisji Urbanistyki i Architektury Polskiej Akademii Nauk.